# Gérasime Ier d'Alexandrie
Gérasime Ier Spartaliotès est pape et patriarche orthodoxe d'Alexandrie et de toute l'Afrique de 1620 à 1636.